# Маналапан Тауншип (Нью-Джерсі)
Маналапан Тауншип (англ. Manalapan Township) — селище (англ. township) в США, в окрузі Монмаут штату Нью-Джерсі. Населення — 40 905 осіб (2020).

## Демографія
Згідно з переписом 2010 року, у селищі мешкали 38 872 особи в 13 263 домогосподарствах у складі 10 665 родин. Було 13735 помешкань
Расовий склад населення:
| - 88,6 % — білих - 6,9 % — азіатів - 2,4 % — чорних або афроамериканців |

До двох чи більше рас належало 1,2 %. Частка іспаномовних становила 5,7 % від усіх жителів.
За віковим діапазоном населення розподілялося таким чином: 25,8 % — особи молодші 18 років, 61,8 % — особи у віці 18—64 років, 12,4 % — особи у віці 65 років та старші. Медіана віку мешканця становила 41,7 року. На 100 осіб жіночої статі у селищі припадало 93,2 чоловіків;  на 100 жінок у віці від 18 років та старших — 89,9 чоловіків також старших 18 років.
Середній дохід на одне домашнє господарство  становив 136 073 долари США (медіана — 107 569), а середній дохід на одну сім'ю — 155 927 доларів (медіана — 122 463). Медіана доходів становила 100 402 долари для чоловіків та 54 864 долари для жінок. За межею бідності перебувало 3,8 % осіб, у тому числі 3,0 % дітей у віці до 18 років та 4,9 % осіб у віці 65 років та старших.
Цивільне працевлаштоване населення становило 18 507 осіб. Основні галузі зайнятості: освіта, охорона здоров'я та соціальна допомога — 24,9 %, науковці, спеціалісти, менеджери — 13,6 %, фінанси, страхування та нерухомість — 12,9 %.